# François-Joseph Hirn
Pour les articles homonymes, voir Hirn.
François-Joseph Hirn, né à Strasbourg (France) le 24 février 1751 et décédé à Tournai (Belgique) le 17 août 1819, était un homme d'Église français.

## Biographie
Il est ordonné prêtre en 1774. Frédéric-Charles Joseph d'Erthal le fait venir à Mayence, où il est nommé chapelain et bibliothécaire de l'Électeur. Promu chanoine du chapitre de la collégiale Saint-Victor devant Mayence, il est élevé au siège épiscopal de Tournai en 1802 et reçoit la consécration épiscopale le 18 juillet 1802.
Évêque concordataire et n'ayant aucun lien personnel avec la ville de Tournai, Mgr Hirn n'est accepté que parce que le siège est vacant depuis près de dix ans. Il y a beaucoup à faire. Mgr Hirn s'emploie à restaurer et remettre en état la cathédrale Notre-Dame rouverte deux ans auparavant (1800).